# Cyphostemma simplicifolium
Cyphostemma simplicifolium là một loài thực vật hai lá mầm trong họ Nho. Loài này được A.Björnstad miêu tả khoa học đầu tiên năm 1974.